# Dryops ernesti
| |                                                                                           |
| Abb. 1: Frontalansicht | Abb. 2: Seitenansicht                                                                     |
| |                                                                                           |
| Abb. 3: Unterseite | Abb. 4: Doppelte Behaarung links: über den Augen rechts: hinteres Drittel der Flügeldecke |
| . |                                                                                           |
| Abb. 5: Fühler, links: ausgestreckt, Mitte: in die Fühlergrube eingelegt rechts: Kopie des mittleren Bildes teilweise koleriert grün: Auge, rot: Umriss der Fühlergrube grau: 1. Fühlerglied, blau: 2. Fühlerglied, gelb: Fühlerkeule |                                                                                           |

Dryops ernesti ist ein Käfer aus der Familie der Hakenkäfer.
Die Käfer der Art Dryops ernesti werden gewöhnlich nicht durch einen zweiteiligen deutschen Namen von den anderen Arten der Gattung Dryops unterschieden, sondern wie die ganze Familie Dryopidae nur mit dem deutschen Namen Hakenkäfer belegt. Es bietet sich jedoch der Name Ernests Hakenkäfer an, der bereits gelegentlich benutzt wird.
Der Name „Hakenkäfer“ bezieht sich auf die hakenförmigen Fühler. Der Artname ernesti (lat.) ehrt den Koleopterologen Ernest Olivier.
Der Gattungsname Dryops (altgr. Δρύωψ) bezeichnet verschiedene Personen der griechischen Mythologie. Die Gattung Dryops ist in Europa mit zwanzig Arten vertreten. Die Arten der Gattung sind sich sehr ähnlich und können nur mit Hilfe von Genitaluntersuchungen sicher unterschieden werden.

## Körperbau des Käfers
Der Hakenkäfer Dryops ernesti erreicht eine Körperlänge von 3,8 bis 4,5 Millimetern. Der Käfer ist doppelt behaart. Die kurze anliegende Grundbehaarung bedeckt den ganzen Körper. Sie ist fein und dicht, lässt aber die dunkle Grundfarbe deutlich durchscheinen. Die gröbere Hauptbehaarung der Körperoberseite ist lang und im Unterschied der meisten mitteleuropäischen Arten der Untergattung Dryops aufgerichtet (Abb. 4). Der Körper ist weniger langgestreckt und im Querschnitt gewölbter als der Körper von Dryops striatellus.
Der Kopf ist bis zu den Augen in den Halsschild zurückgezogen. Die großen Augen sind rundlich und im Vergleich mit anderen Käfern aus relativ wenigen und großen Einzelaugen aufgebaut. Sie sind dicht mit steifen Haaren besetzt. Die Mundwerkzeuge zeigen nach unten. Die Oberkiefer ragen nicht über die Oberlippe hinaus. Der Bau der kurzen Fühler ist für die ganze Familie charakteristisch. Das erste Fühlerglied ist kurz und kräftig, das zweite ohrförmig erweitert und bei Dryops ernesti zu einer stumpfen Spitze ausgezogen. Die übrigen sieben Fühlerglieder bilden eine spindelförmig zugespitzte und innen stumpf gesägte Keule. Die Fühler können in eine Fühlergrube unter den Augen eingelegt werden und fügen sich dann in den Umriss des Kopfes ein, so dass sie kaum erkannt werden (Abb. 5).
Der Halsschild ist auf beiden Seiten außen mit einer deutlichen Längsrinne versehen, deren Außenkante scharf gerandet ist. Bei Dryops ernesti entfernen sich die Kanten der Längsrinnen an der Basis des Halsschildes leicht voneinander. Der Seitenrand des Halsschildes ist vor der Basis leicht gerundet und dann nach vorn geradlinig verengt. An der Basis ist der Halsschild kaum schmäler als die Flügeldecken.
Die Flügeldecken sind weniger parallel als bei Dryops striatellus. Hinten sind sie bei allen Arten der Gattung gemeinsam verrundet. Bei Dryops ernesti sind sie unregelmäßig dicht und grob punktiert, an der Basis können die Punkte in Form von fünf bis sechs Punktreihen angeordnet sein.
Die Körperunterseite ist wenig gewölbt. Die Vorderbrust ist nach hinten verlängert und greift in eine Grube der Mittelbrust ein. Die Vorderhüfthöhlen sind nach hinten offen. Die zylindrischen Vorderhüften liegen annähernd quer zur Körperachse. Die Mittelhüften sind den Vorderhüften genähert. Die Hinterhüften sind nach hinten leicht ausgehöhlt, so dass sie die Vorderseite der Hinterschenkel aufnehmen können. Die Tarsen sind alle fünfgliedrig, das Klauenglied ist auffällig lang und kräftig. Wegen dieser Eigenschaft wurden die Familien Dryopidae und Elmidae früher als Klauenkäfer zusammengefasst. Der Hinterleib weist fünf sichtbare Bauchplatten auf.
Das Basalstück des männlichen Genitalorgans ist abwärts gekrümmt und gleich stark sklerotisiert wie der Aedeagus. Der Membransack des Aedeagus hat im Unterschied zur Untergattung Ydrops eine Ventralleiste, die bei Dryops ernesti nicht dreiteilig ist. Der Penis besitzt bei Dryops ernesti nur eine sehr fein strukturiere Oberfläche. Die Weibchen besitzen einen spießförmigen zweiteiligen Legestachel.

## Bau der Larve
Die rotgelbe Larve ist zylindrisch langgestreckt und erinnert an die Drahtwürmer, die Larven der Schnellkäfer.
An der Kopfkapsel sind die Nähte zwischen den einzelnen Chitinplatten gut erkennbar. Auf jeder Kopfseite befinden sich sechs Punktaugen. Ein Paar Punktaugen befindet sich nahe der Stirn, eine Gruppe von drei Punktaugen tiefer und weiter vorn, und ein sechstes Punktauge auf der Kopfunterseite. Die Antennen sind kurz und dreigliedrig. Das Basalglied ist bei weitem am größten, das zweite Glied gut halb so lang und dick wie das Basalglied. Das dritte Glied besteht aus zwei parallelen Abschnitten. Der innere Abschnitt ist etwa gleich lang und halb so dick wie das zweite Glied, der äußere Abschnitt ist etwa gleich dick aber weniger als halb so lang wie der innere. Die kräftigen Oberkiefer sind wenig und undeutlich gezähnt. Die Unterkiefer tragen kurze viergliedrige Kiefertaster. Ihre beiden Laden, Galea und Lacinia, sind membranös und behaart. Die Galea überragt die Lacinia und greift nach vorn über diese nach innen. Beide sind nach innen mit kräftigen Dornen bestückt. Die Unterlippe ist etwa rechteckig und sehr breit, seitlich trägt sie zwei kurze zweigliedrige Lippentaster.
Die drei Brustabschnitte tragen je ein Paar kurze und kräftige Beine, die in einer festen Kralle enden. Sie weisen auf eine grabende Lebensweise hin. Das Stigmenpaar des achten Abdominalsegments liegt dorsal.
Der Ausgang des Darmtraktes am neunten (letzten) Hinterleibssegment ist durch eine ovale Chitinplatte, das Operculum, abgedeckt. Seitlich davon befinden sich zwei kurze Analanhänge.

## Bau der Puppe
Die Puppe ist langgestreckt, häutig und behaart. Am neunten (letzten) Hinterleibssegment befindet sich dorsal ein unpaarer Anhang (Terminalfaden). Am zweiten bis siebten Abdominalsegment liegt auf dem Rücken nahe dem folgenden Segment eine kleine lappenförmige Ausbuchtung (gin-trap). Lediglich die Spitze der Cercie und der gezähnte Rand der gin-traps sind sklerotisiert. Auch in der Ausbildung dieser formstabilen Teile ähneln sich die Arten der Gattung sehr.

## Lebensweise
Die Käfer werden zu den Wasserkäfern gerechnet, auch wenn Dryops ernesti nicht an Wasser gebunden ist. Die dichte Behaarung verhindert die Benetzung des Körpers. Die Käfer können nicht schwimmen und bewegen sich auch kriechend nur langsam fort. Der Körper befindet sich dabei in einer Luftblase. Wenn der Käfer den Kontakt mit dem Substrat verliert, wird er wie ein Korken an die Wasseroberfläche getragen, von wo aus er auffliegen kann. Die Sauerstoffaufnahme erfolgt über die Luftblase, in die der im Wasser gelöste Sauerstoff diffundiert und über die Aufnahme von Sauerstoffbläschen, die Pflanzen bei der Photosynthese produzieren, mittels der Mundwerkzeuge. Dies ermöglicht dem Käfer einen unbegrenzten Aufenthalt unter Wasser. Die Käfer sind Pflanzenfresser. Die Eier werden mit dem Legestachel in pflanzliches Gewebe abgegeben. Die Larven finden sich jedoch nicht nur im Wasser, sondern sind auch beim Benagen der Wurzeln in Mais- und Getreidefeldern beobachtet worden. Auf jeden Fall verlassen sie zur Verpuppung das Wasser.

## Verbreitung
Die Art ist in Europa weit verbreitet, auch wenn aus manchen Ländern keine Funddaten vorliegen. Sie ist häufig und von der Ebene bis ins Hochgebirge zu finden. Sie hält sich hauptsächlich im Spülsaum stehender Gewässer auf, aber auch im feuchten Moos, auf Feldern und gelegentlich an Fließgewässern.